# Wilhelm Dames
Wilhelm Barnim Dames (Słupsk, 9 giugno 1843 – Berlino, 22 dicembre 1898) è stato un paleontologo tedesco, che descrisse il primo esemplare completo di Archaeopteryx nel 1894. Questo esemplare si trova presso il Museum für Naturkunde.

## Biografia
Studiò presso le università di Berlino e Breslavia, dove fu allievo di Ferdinando von Roemer. Nel 1874 ottenne la sua abilitazione e nel 1891 successe Heinrich Ernst Beyrich come professore ordinario di geologia e paleontologia presso l'Università di Berlino. Con Emanuel Kayser, fu co-editore della rivista Paläontologische Abhandlungen.
Dames fu anche il primo a descrivere un fossile archeocetico proveniente dall'Egitto nel 1883. Nel 1894 pubblicò l'Uber Zeuglodonten aus Ägypten und die Beziehungen der Archaeoceten zu den übrigen Cetaceen.